# Objektcode
Objektcode ist ein Zwischenergebnis eines Compiler- bzw. Übersetzungsvorgangs von einem Computerprogramm. 
Einfache Compiler können diesen Schritt überspringen.
Der Objektcode besteht hauptsächlich aus Maschinencode für die Architektur, für die das Programm übersetzt wurde. Er enthält üblicherweise kompakten und vorgeparsten Code und oft benutzte Programmbibliotheken, die dann mit anderen Objektdateien gebunden werden.
Das Format eines Objektcodes ist abhängig von Programmiersprache, Compiler und der Maschine. Nach dem Erstellen von Objektcode erfolgt normalerweise das Linken, das als Ergebnis das fertige, ausführbare Programm liefert.